# Xã Sibley Butte, Quận Burleigh, Bắc Dakota
Xã Sibley Butte (tiếng Anh: Sibley Butte Township) là một xã thuộc quận Burleigh, tiểu bang Bắc Dakota, Hoa Kỳ. Năm 2010, dân số của xã này là 15 người.